# Relations entre la Chine et la Roumanie
Le Royaume de Roumanie et la république de Chine ont commencé les relations sino-roumaines le 5 juillet 1939.
À la suite de la prise de contrôle de la capitale de Nankin en 1941, la Roumanie a rompu ses relations avec le ROC et a commencé à reconnaître la République chinoise soutenue par le Japon. Après la capitulation du Japon, les relations entre les deux n'ont jamais repris, mais après la prise du pouvoir par les communistes chinois en 1949 et l'abolition de la monarchie en 1947 par la Roumanie, la République populaire roumaine a reconnu la république populaire de Chine (RPC) comme le gouvernement légitime de la Chine le 5 octobre de cette année. La Chine socialiste et la Roumanie ont échangé des ambassadeurs pour la première fois en mars 1950. Les relations entre les deux se sont améliorées après que la Roumanie a rompu ses liens avec l'Union soviétique en 1964.
La république populaire de Chine gère une ambassade à Bucarest et un consulat général à Constanța. La Roumanie a une ambassade à Pékin et 2 consulats généraux à Hong Kong et Shanghai. L'actuelle république de Chine (Taïwan) n'a pas de relations diplomatiques officielles avec la Roumanie, bien qu'elle soit représentée par la Hongrie via le Bureau commercial hongrois à Taipei et le république de Chine via le Bureau économique et culturel de Taipei à Budapest.
En 2015, la Roumanie a signé un accord avec China General Nuclear Power Group pour une assistance à la construction de centrales nucléaires civiles. La Roumanie a annulé l'accord en 2020,.